# إريك ألكسندر
إريك ألكسندر (بالإنجليزية: Eric Alexander)‏ هو لاعب كرة قدم بريطاني، ولد في 1960.